# Kate Brewster
Katherine "Kate" Connor es un personaje ficticio de la franquicia Terminator. Ella en otra línea de tiempo es la esposa de John Connor. Su nombre de soltera es Katherine Brewster.

## Terminator 3: La rebelión de las máquinas
Kate Brewster se presenta en la tercera película de Terminator: Terminator 3: La rebelión de las máquinas y es interpretado por Claire Danes. Es una veterinaria cuya clínica es asaltada por John Connor en busca de analgésicos. Su padre es el General Robert Brewster, que trabaja en el proyecto de defensa estadounidense, Skynet.
Ella tiene una relación con Scott Mason antes de encontrarse con John Connor. Un día, fue a una emergencia al Hospital Animal Emery, Kate se encontró a John Connor, quien había ido a la escuela, y con quien había experimentado su primer beso. Con John Connor y el Terminator, ayudaron a Kate a escapar del T-X que había sido enviada en el tiempo para eliminarla. 
A principios de diálogo de la película, Kate recuerda que tiene un pasado con John, una historia de Terminator 2: el juicio final, se enrollaron antes del día que llegó el T-1000 en busca de John Connor. En el diálogo posterior, el Terminator afirma que en el futuro, ella es la esposa de John Connor.
La revelación de John, del pasado y del futuro, las relaciones con Kate, le lleva a afirmar que sus reuniones no son coincidencia, pero que el destino y los acontecimientos futuros pueden ser alterados, pero son inevitables. John también considera que su vida se entrecruza con ella y que su padre conduce al Día del Juicio Final. John tiene nuevas perspectivas sobre si el futuro es diferente del que su madre, Sarah Connor le habló y en cuyo epitafio dice: "No hay futuro, pero si lo que nosotros hacemos", describe un futuro que podría ser cambiado.
Después de escapar del T-X y llegar a las instalaciones de Sierra Nevada, Kate y John fueron capaces de sobrevivir el Día del Juicio Final. Usando el equipo de comunicaciones dentro de la instalación, Kate y John pudieron ponerse en contacto con los supervivientes y coordinar una fuerza de resistencia. En algún momento John se casaría con Kate, y esta se convirtió en el segundo jefe de la Resistencia. Sin embargo, para el año 2032, su marido fue asesinado por un T-850. Ella logró reprogramar a viajar hacia atrás en el tiempo para salvar a John en 2004.

## Terminator: la salvación
En Terminator: la salvación, comienza en el año 2018, Kate Connor es la esposa de John Connor y se encuentra embarazada de él, y es interpretada por Bryce Dallas Howard. La actriz se hace cargo del papel que dejó Claire Danes.
- Datos: Q3124253